# Jessica Andersson

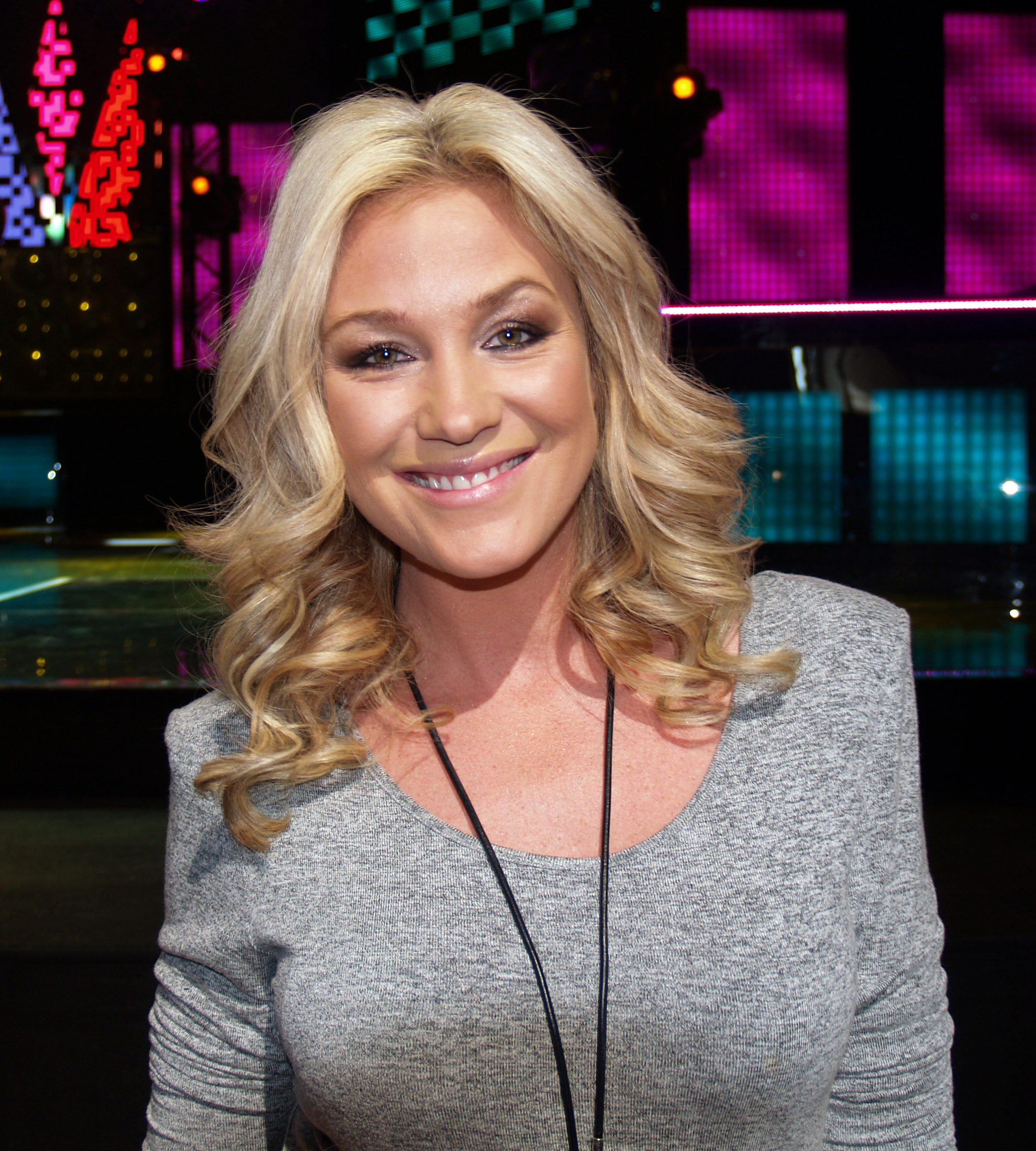
Jessica Andersson al Melodifestivalen 2010

Jessica Elisabeth Arvidsson, conosciuta come Jessica Andersson (Stoccolma, 27 ottobre 1973), è una cantante svedese che ha fatto parte con Magnus Bäcklund del duo musicale Fame.

## Biografia
Nata nel quartiere di Spånga a Stoccolma, Jessica Andersson ha avviato la sua carriera cantando nella trasmissione televisiva di musica popolare svedese Svensk Schlager e lavorando come modella.
Nel 2002 ha preso parte a Fame Factory, un talent show canoro dove ha incontrato Magnus Bäcklund, con il quale formerà il duo Fame.
Nel 2003 i Fame hanno vinto il Melodifestivalen, festival musicale che decreta annualmente il rappresentante svedese all'Eurovision Song Contest, con il brano Give Me Your Love, ed hanno rappresentato la Svezia all'Eurovision Song Contest 2003 a Riga, arrivando quinti.
L'anno successivo hanno preso parte nuovamente al Melodifestivalen, qualificandosi per la finale e arrivando sesti, con la canzone Vindarna vänder oss. Il duo ha pubblicato un solo album, anch'esso intitolato Give Me Your Love, prima di sciogliersi definitivamente nel 2006.
Jessica Andersson ha avviato la propria carriera da solista partecipando al Melodifestivalen 2006 con Kalla nätter, tuttavia non si è qualificata per la finale. Il brano è stato accolto positivamente dal pubblico, raggiungendo la sesta posizione nella classifica settimanale dei singoli più venduti in Svezia.
Nel 2007 ha nuovamente proposto una canzone per il Melodifestivalen, Kom, che è arrivata fino ai duelli per il ripescaggio per la finale, ma è stata battuta da Sanna Nielsen.
Tra il 2007 e il 2008 Jessica ha fatto parte del cast del musical La piccola bottega degli orrori al teatro di Halmstad. A novembre 2009 ha pubblicato il suo album di debutto, Wake Up, che è arrivato decimo in classifica in Svezia.
Nel 2010 si è presentata per la quinta volta al Melodifestivalen con I Did It for Love, dove ha nuovamente raggiunto la fase dei ripescaggi, che ha superato procedendo verso la finale e arrivando ottava.
Nel 2011 ha partecipato a Let's Dance, la versione svedese di Strictly Come Dancing, ballando con il partner Kristjan Lootus e vincendo il talent. Nello stesso anno ha pubblicato la sua autobiografia, che ha venduto 120 000 copie a livello nazionale. Il suo secondo album, 40.14.4, è uscito nel 2013 e ha raggiunto il sesto posto in Svezia.
Jessica Andersson ha fatto ritorno al Melodifestivalen 2015, con Can't Hurt Me Now, ed essendo arrivata seconda nella prima semifinale, si è qualificata direttamente per la finale dove è arrivata undicesima. Il singolo ha raggiunto l'ottantaseiesimo posto in classifica e ha preceduto il terzo album Perfect Now, che ha raggiunto la terza posizione, la sua migliore ad oggi.
Tra il 2015 e il 2016 ha pubblicato una serie di singoli natalizi che sono risultati in un album collaborativo con Magnus Carlsson, Once Upon a Christmas Night, pubblicato alla fine del 2016.
Nel 2018 Jessica Andersson ha partecipato al Melodifestivalen per la settima volta con la sua Party Voice qualificandosi direttamente per la finale, dove è nuovamente arrivata 11ª.
Nel 2021 ha partecipato nuovamente al Melodifestivalen con il brano Horizon, fermandosi alla semifinale.

## Vita privata
Tra il 1994 e il 1996 è stata sposata con il cantante Rickard Andersson, del quale ha mantenuto il cognome dopo la separazione.
Il 29 ottobre 2002 nasce il suo primogenito, Liam in seguito ad una relazione con il musicista Jonas Erixon.

## Discografia

### Album in studio
- 2009 – Wake Up
- 2013 – 40.14.4
- 2015 – Perfect Now
- 2016 – Once Upon a Christmas Night (con Magnus Carlsson)

### Singoli
- 1994 – I Just Wanna Dance
- 2006 – Kalla nätter
- 2006 – Du får för dig att du förför mig
- 2007 – Kom
- 2008 – Längtan (con i Nordman)
- 2009 – Wake Up
- 2010 – I Did It for Love
- 2011 – Precis där du hör hemma
- 2013 – Septembermorgon
- 2013 – Aldrig, aldrig
- 2013 – Ingen kan älska som vi
- 2015 – Can't Hurt Me Now
- 2015 – Min jul (con Lisa Ljungberg)
- 2016 – En stilla väntan
- 2016 – Calleth You, Cometh I
- 2017 – Vintersaga
- 2018 – Party Voice
- 2019 – På dejt med mig
- 2019 – Go Slow
- 2020 – Serenity
- 2020 – Do You Hear the Bells
- 2021 – Horizon